# Vähäjärvi (sjö i Norra Österbotten, lat 65,75, long 29,13)
Vähäjärvi är en sjö i Finland. Den ligger i kommunen Kuusamo i landskapet Norra Österbotten, i den nordöstra delen av landet, 600 km norr om huvudstaden Helsingfors. Vähäjärvi ligger 261 meter över havet. Den är 13 meter djup. Arean är 99,2 hektar och strandlinjen är 6,97 kilometer lång. Sjön  ingår i Ijo älvs huvudavrinningsområde. 